# Нагая (архітектура)

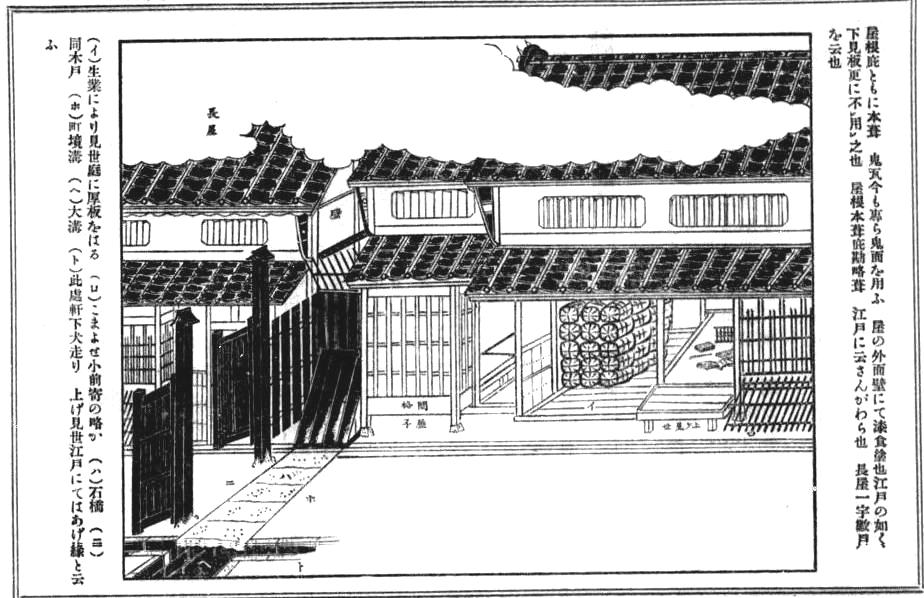
Старовинне зображення нагая

Нагая (яп. 長屋 «довгий будинок») — тип міської житлової будівлі в Японії, що був притаманний епосі Едо.
Нагая — будинок барачного типу, розділений на маленькі кімнати для 1-2 людей. Колодязь, туалет та звалище були спільними для всіх мешканців. У кожному господарстві була своя кухня, ванн не було взагалі. Історично подібні будівлі зводились навколо багатої садиби чи за́мка для самураїв низького рангу. Пізніше в подібних будинках жили як самураї, так і простолюдини. З торців часто були розташовані крамниці, власники яких жили в сусідніх кімнатах. Кімнати, що виходили на вулицю, були дорожчими, бідняки знімали кімнати, що виходили на двір. Як правило, жильці не мали родин та дітей. Кімнати мали земляну підлогу, зазвичай площа складала 8—10 м².. Якщо центральною частиною будинку були ворота для проїзду у внутрішній двір, такий будинок мав назву нагаямон (яп. 長屋門). Через відсутність меблів постіль складали в кутку, а одяг загортали в хустини фуросікі або прибирали до скрині.
- Модель нагая в музеї Едо-Токіо[en]

Модель нагая в музей Едо-Токіо
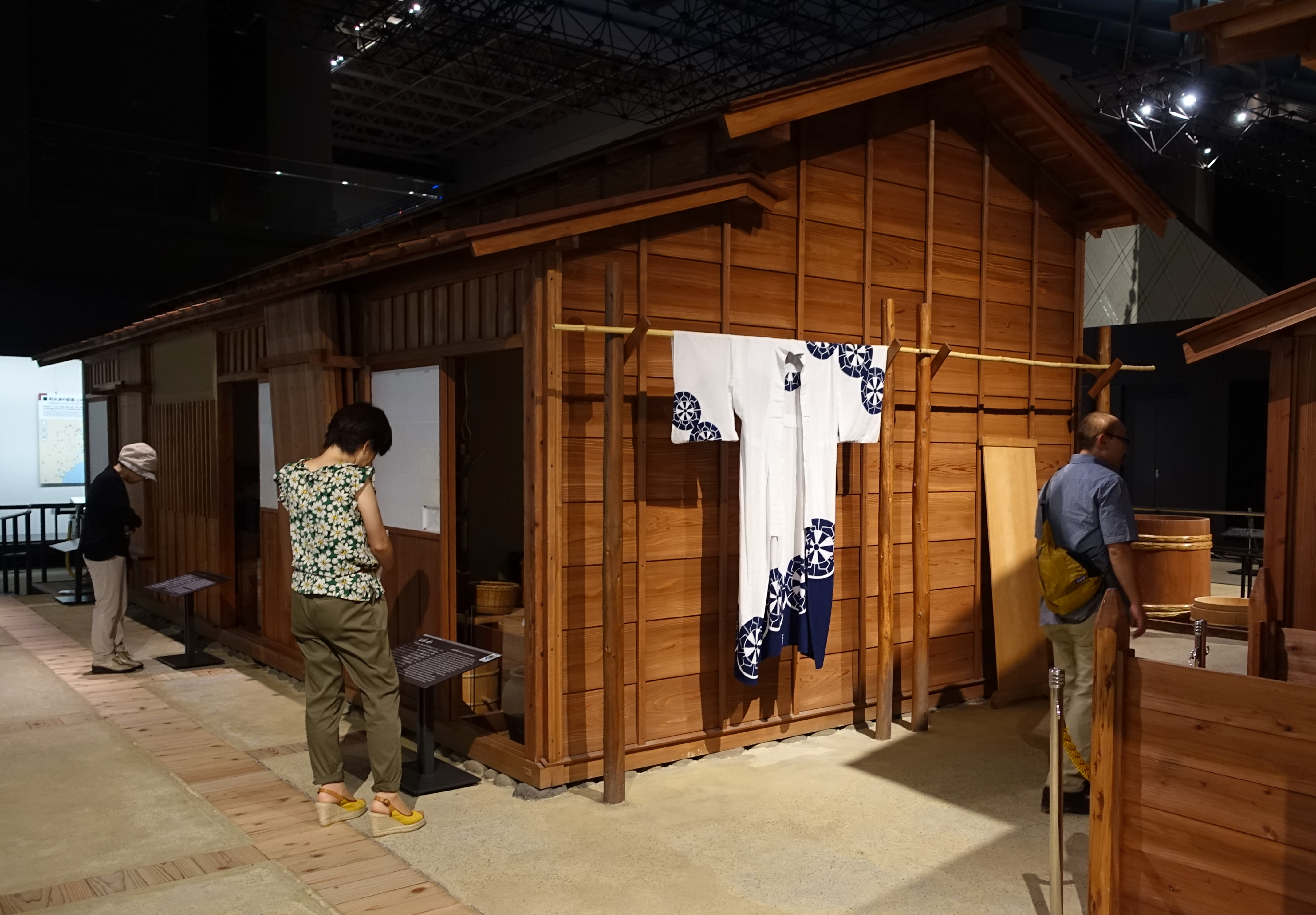
Макет барачного будинку «нагая»
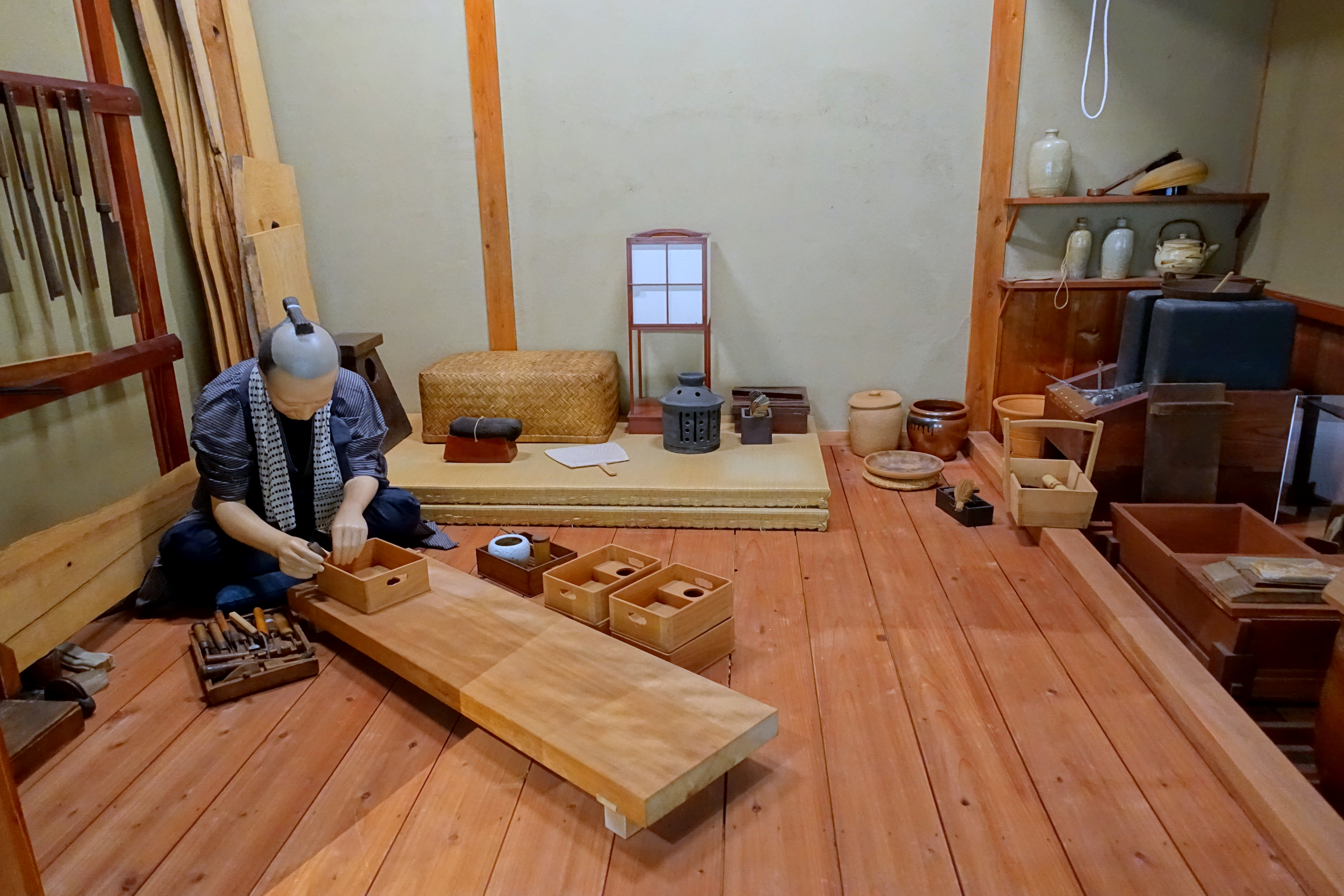
Макет житла та майстерні столяра
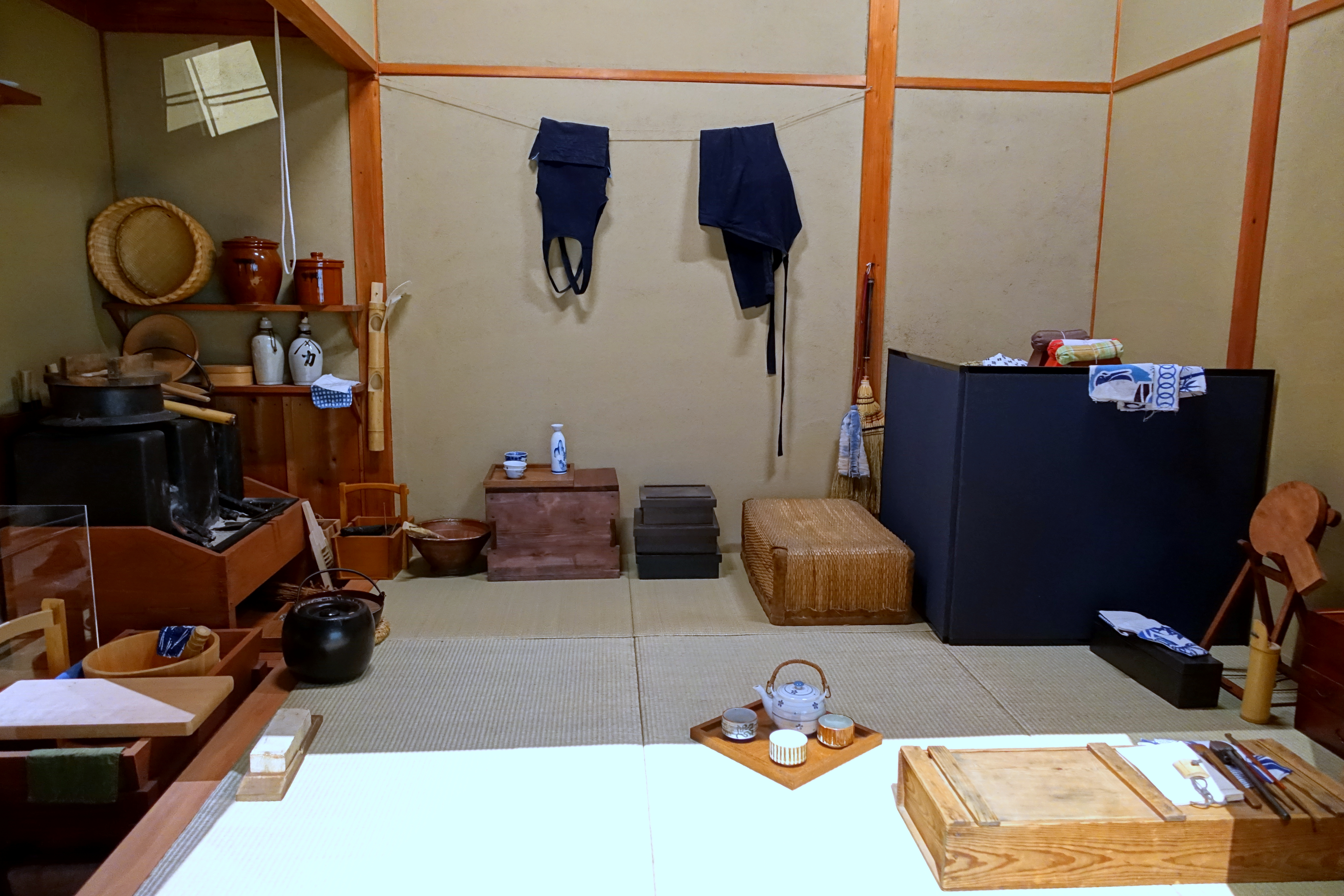
Макет житлової кімнати (показано зберігання речей)